# Liste der Biografien/Valu
Liste der Biografien |
Portal Biografien |
Personensuche
# |
A |
B |
C |
D |
E |
F |
G |
H |
I |
J |
K |
L |
M |
N |
O |
P |
Q |
R |
S |
T |
U |
V |
W |
X |
Y |
Z |
?
 
Va |
Ve |
Vh |
Vi |
Vj |
Vl |
Vn |
Vo |
Vr |
Vs |
Vt |
Vu |
Vy
 
Vaa |
Vab |
Vac |
Vad |
Vae |
Vaf |
Vag |
Vah |
Vai |
Vaj |
Vak |
Val |
Vam |
Van |
Vap |
Vaq |
Var |
Vas |
Vat |
Vau |
Vav |
Vaw |
Vax |
Vay |
Vaz
 
Vala |
Valb |
Valc |
Vald |
Vale |
Valf |
Valg |
Valh |
Vali |
Valj |
Valk |
Vall |
Valm |
Valn |
Valo |
Valp |
Valq |
Vals |
Valt |
Valu |
Valv |
Valy |
Valz
Die Liste der Biografien führt alle Personen auf, die in der deutschsprachigen Wikipedia einen Artikel haben. Dieses ist eine Teilliste mit 5 Einträgen von Personen, deren Namen mit den Buchstaben „Valu“ beginnt.

## Valu

### Valuc
- Valuckas, Konstantinas Povilas (* 1943), litauischer Onkologe
- Valuckas, Raimondas (* 1959), litauischer Handballspieler

### Valum
- Valumkal, Antony (* 1969), indischer römisch-katholischer Geistlicher, Weihbischof in Verapoly

### Valus
- Valussi, Eugenio Carlo (1837–1903), österreichischer Geistlicher und Politiker italienischer Abstammung

### Valut
- Valutytė, Regina (* 1982), litauische Juristin, linke Politikerin, Vizeministerin und Professorin